# Genesis Rabba
Genesis Rabba (B'reshit Rabba (hebr.) בראשית רבה) – najstarszy midrasz, tzn. komentarz haggadyczny, do Księgi Rodzaju. Jego autorstwo jest przypisywane rabinowi Hoszaji, działającemu w III w. n.e. w chrześcijańskiej  Palestynie. Jest częścią większego zbioru Midrasz Rabba.
Genesis Rabba w sposób ciągły, wers po wersie, nieraz słowo po słowie, komentuje pierwszą księgę Pięcioksięgu. Ciągłość komentarza została przerwana jedynie pod koniec księgi. Opuszczone zostały też genealogie i fragmenty nienadające się do wyjaśnień, jak. np. słowa Labana z Rdz 24,35-48.
Tekst zachowany jest w j. hebrajskim, zawiera jednak także fragmenty pisane po aramejsku, z widocznymi wpływami greki i łaciny.